# Emanuel Reynoso
Emanuel Reynoso (Ciudad de Córdoba, Córdoba, Argentina; 16 de noviembre de 1995) es un futbolista argentino que se desempeña como mediocampista de creación en Club Atlético Talleres de la Primera División de Argentina.
Se formó futbolísticamente en las Divisiones inferiores de Talleres, equipo con el que luego debutaría como profesional en octubre de 2014, con 18 años de edad, frente a Alvarado de Mar del Plata. Sería una de las figuras del ascenso invicto de Talleres a la Primera División en el año 2016 con la titularidad en la mayoría de los partidos.

## Trayectoria
Reynoso vivió su juventud en el Barrio Ituzaingó, en las afueras de la ciudad de Córdoba. Nació en el seno a una familia de bajos recursos, que se mantenía gracias a la venta de pan casero y diversas 'changas' (trabajos informales). Desde chico se destacó por su habilidosa pierna zurda, con la que hacía jugadas que llamaban la atención de todos los vecinos. Comenzó jugando en la Escuelita Richardson de Barrio Ituizangó, en Peñarol, en el Club Infantil Barrio Ituzaingó (CIBI), hasta que a los 15 años llegó a Talleres.

### Talleres
En marzo de 2014  fue víctima de un hecho delictivo; dos delincuentes se acercaron a robarle la moto y recibió un disparo en la rodilla izquierda, su pierna hábil. Luego de tres días de internación comenzó la rehabilitación, que culminó en octubre de 2014. Debutó de manera oficial el 15 de octubre ante Alvarado, por el torneo Federal A. Una temporada que terminaría sin muchas actuaciones destacadas. Entre el 2014 y 2015 solo disputaría 2 partidos de manera oficial en la tercera división del fútbol argentino. En el año 2016, ya con Talleres en la B Nacional, Reynoso jugó su primer partido frente a Guillermo Brown de Puerto Madryn. La temporada fue excepcional y Emanuel conseguiría junto con el resto del plantel el campeonato de la Primera B Nacional 2016 y con esto devolver a Talleres a la máxima categoría. Fue titular en la mayoría de los partidos, aunque sobre el final del campeonato fue reemplazado por Ezequiel Barrionuevo; sin embargo demostró ser de mucho valor para el juego de Talleres en el partido frente a All Boys; ya que su entrada sobre el final del segundo tiempo fue determinante en el empate transitorio del Matador, asisite a Gonzalo Klusener en el gol del empate, después el partido terminaría en victoria para Talleres 2 a 1 con gol sobre el final de Guiñazú (uno de sus mentores más importantes) y el equipo de Bebelo retornaría a la máxima categoría del fútbol argentino.

#### 2016/17
Emanuel continua en el plantel de Talleres para la temporada en Primera División (2016/2017). Quiso usar la camiseta número 33 ya que la 10 estaba ocupada por Ludueña;  eligió la 33 es por la edad de Cristo, ya que es muy devoto a la religión católica. Tiene actuaciones destacadas y poco a poco cobra importancia como titular en el equipo que dirige Frank Kudelka. Para la segunda parte de la temporada, con la salida de Ludueña; cambia su dorsal del 33 a la 10; prueba de la confianza del DT con el jugador. El 19 de marzo de 2017 consigue su primer logro personal como futbolista profesional y de Talleres, anotar el tanto decisivo de la victoria de su club ante Boca Juniors en La Bombonera; por el campeonato de la Primera División de Argentina. El 10 de mayo de 2017 fue imputado como presunto sospechoso de un hecho delictivo (un tiroteo en Barrio Ituzaingó), por lo que los directivos del club decidieron apartarlo de la convocatoria el 13 de mayo al Clásico Cordobés frente a Belgrano. Se encuentra imputado por la causa. Luego de lo ocurrido Bebelo cambió de representante para tener un mejor asesoramiento en su vida profesional. Concluye la temporada de Primera División con Talleres y hay muchos rumores de un posible traspaso de Emanuel, los clubes que manifestaron interés por él son Boca Juniors, River Plate, Racing Club, Benfica, Sporting de Lisboa, Porto, Fiorentina, León y el Zenit. Ninguna de las anteriores propuestas pudo concretarse y "Bebelo" continuó formando parte del club. 

#### 2017/18
Pese a las ofertas llegadas ninguna es lo suficientemente convincente para Talleres y Emanuel continua en el equipo en la disputa del renovado torneo de la Superliga. Durante la primera parte del campeonato disputa solo 9 partidos, se vio ausente en algunos debido a sanciones.
El 3 de enero de 2018, ya finalizada la primera etapa de la Superliga y en pleno mercado de pases; Boca Juniors, evalúa comprar el 50 por ciento del pase de Emanuel por 3 millones y medio de dólares tras caerse el pase de Nicolás Gaitán. Al día siguiente el presidente de Boca, Daniel Angelici, confirmó que se retiraron de la negociación tras considerar demasiado costoso el pase.
Sobre el final del mercado de transferencias de verano, el representante del volante viaja a Buenos Aires, donde Independiente de Avellaneda le acercó una oferta por el jugador. Kudelka lo dejó fuera del entrenamiento del día lunes 22 de enero ante su posible salida. Finalmente, el jugador es vendido a Boca Juniors. En la transacción por el jugador incluye el préstamo del jugador Alexis Messidoro. Además, los porcentajes de los jugadores Juan Cruz Komar, Alejandro Maciel y Adrián Cubas; la cancelación de una diferencia entre ambas instituciones además de U$D 1.500.000.

### Boca Juniors
Es transferido a Boca Juniors el 23 de enero de 2018. Concentraría y forma parte del plantel por primera vez en la fecha 15, frente a Temperley; permaneció en el banco y no pudo ingresar.
Debutó en la fecha 16 contra Banfield de titular. Tras pasar la mitad de la temporada restante, Emanuel conseguiría ganar la Superliga Argentina 2017/18 junto con sus compañeros. Cierra una temporada con poca presencia en la que además del campeonato conseguido, debutó a nivel internacional por la Copa Libertadores; frente a Alianza Lima el 1 de marzo de 2018. En el primer semestre de 2019 tendría muy buenas actuaciones, disputando 41 partidos de los cuales en 25 arrancaría como titular y marcaría dos goles (uno de cabeza, frente a Jorge Wilstermann el 10 de abril por Copa Libertadores 2019 y el otro ante San Martín de Tucumán).  El 2 de mayo Reynoso sería campeón de la Supercopa Argentina 2018 ante Rosario Central, venciendo en tanda de penales por 6-5, tras el 0-0 de los 90 minutos. Al finalizar la temporada recibiría el premio al mejor gol de la Superliga 2018-19.
El 21 de agosto Reynoso ingresaría a los 20 minutos del primer tiempo, marcando un gol de tiro libre y generando mucho juego en la victoria de Boca 0-3 sobre Liga de Quito por cuartos de final de Copa Libertadores 2019.

## Estadísticas

### Clubes
Actualizado de acuerdo al último partido jugado el 27 de mayo de 2025.
| Club                                  | Div.          | Temporada     | Liga  | Liga  | Liga   | Copas nacionales | Copas nacionales | Copas nacionales | Copas internacionales | Copas internacionales | Copas internacionales | Total | Total | Total  |
| Club                                  | Div.          | Temporada     | Part. | Goles | Asist. | Part.            | Goles            | Asist.           | Part.                 | Goles                 | Asist.                | Part. | Goles | Asist. |
| ------------------------------------- | ------------- | ------------- | ----- | ----- | ------ | ---------------- | ---------------- | ---------------- | --------------------- | --------------------- | --------------------- | ----- | ----- | ------ |
| Talleres de Córdoba Argentina         | 3.ª           | 2014          | 1     | 0     | 0      | 1                | 0                | 0                | —                     | —                     | —                     | 2     | 0     | 0      |
| Talleres de Córdoba Argentina         | 3.ª           | 2015          | 1     | 0     | 0      | —                | —                | —                | —                     | —                     | —                     | 1     | 0     | 0      |
| Talleres de Córdoba Argentina         | 2.ª           | 2016          | 16    | 0     | 0      | 3                | 1                | 0                | —                     | —                     | —                     | 19    | 1     | 0      |
| Talleres de Córdoba Argentina         | 1.ª           | 2016-17       | 25    | 2     | 4      | 1                | 0                | 0                | —                     | —                     | —                     | 26    | 2     | 4      |
| Talleres de Córdoba Argentina         | 1.ª           | 2017          | 9     | 0     | 0      | 1                | 1                | 0                | —                     | —                     | —                     | 10    | 1     | 0      |
| C. A. Boca Juniors Argentina          | 1.ª           | 2018          | 11    | 0     | 3      | —                | —                | —                | 5                     | 0                     | 0                     | 16    | 0     | 3      |
| C. A. Boca Juniors Argentina          | 1.ª           | 2018-19       | 16    | 1     | 2      | 4                | 0                | 0                | 5                     | 1                     | 0                     | 25    | 2     | 2      |
| C. A. Boca Juniors Argentina          | 1.ª           | 2019-20       | 18    | 1     | 3      | 1                | 0                | 0                | 6                     | 2                     | 0                     | 25    | 3     | 3      |
| C. A. Boca Juniors Argentina          | Total club    | Total club    | 45    | 2     | 8      | 5                | 0                | 0                | 16                    | 3                     | 0                     | 66    | 5     | 8      |
| Minnesota United F. C. Estados Unidos | 1.ª           | 2020          | 16    | 2     | 12     | —                | —                | —                | —                     | —                     | —                     | 16    | 2     | 12     |
| Minnesota United F. C. Estados Unidos | 1.ª           | 2021          | 30    | 5     | 4      | —                | —                | —                | —                     | —                     | —                     | 30    | 5     | 4      |
| Minnesota United F. C. Estados Unidos | 1.ª           | 2022          | 30    | 11    | 6      | 1                | 1                | 0                | —                     | —                     | —                     | 31    | 12    | 6      |
| Minnesota United F. C. Estados Unidos | 1.ª           | 2023          | 18    | 6     | 4      | —                | —                | —                | 5                     | 2                     | 3                     | 23    | 8     | 7      |
| Minnesota United F. C. Estados Unidos | 1.ª           | 2024          | 1     | 0     | 0      | —                | —                | —                | —                     | —                     | —                     | 1     | 0     | 0      |
| Minnesota United F. C. Estados Unidos | Total club    | Total club    | 95    | 24    | 26     | 1                | 1                | 0                | 5                     | 2                     | 3                     | 101   | 27    | 29     |
| Club Tijuana · México                 | 1.ª           | 2024-25       | 19    | 4     | 3      | —                | —                | —                | —                     | —                     | —                     | 19    | 4     | 3      |
| Club Tijuana · México                 | Total club    | Total club    | 19    | 4     | 3      | 0                | 0                | 0                | 0                     | 0                     | 0                     | 19    | 4     | 3      |
| Talleres de Córdoba Argentina         | 1.ª           | 2025          | 14    | 0     | 1      | 2                | 1                | 0                | 4                     | 0                     | 0                     | 20    | 1     | 1      |
| Talleres de Córdoba Argentina         | Total club    | Total club    | 66    | 2     | 5      | 8                | 3                | 0                | 4                     | 0                     | 0                     | 78    | 5     | 5      |
| Total carrera                         | Total carrera | Total carrera | 225   | 32    | 42     | 14               | 4                | 0                | 25                    | 5                     | 3                     | 264   | 41    | 45     |
| 1. 2. 3.                              |               |               |       |       |        |                  |                  |                  |                       |                       |                       |       |       |        |

## Palmarés

### Campeonatos nacionales
| Título                  | Equipo              | País      | Año     |
| ----------------------- | ------------------- | --------- | ------- |
| Torneo Federal A        | Talleres de Córdoba | Argentina | 2015    |
| Primera B Nacional      | Talleres de Córdoba | Argentina | 2016    |
| Primera División        | C. A. Boca Juniors  | Argentina | 2017-18 |
| Supercopa Argentina     | C. A. Boca Juniors  | Argentina | 2018    |
| Primera División        | C. A. Boca Juniors  | Argentina | 2019-20 |
| Supercopa Internacional | Talleres de Córdoba | Argentina | 2023    |

### Distinciones individuales
| Distinción                          | Año  |
| ----------------------------------- | ---- |
| Mejor gol de la Superliga Argentina | 2019 |